# Paraphosphorus hololeucus
Paraphosphorus hololeucus là một loài bọ cánh cứng trong họ Cerambycidae.